# Самурай Джек (персонаж)
Самурай Джек (англ. Samurai Jack) ― головний герой мультсеріалу студій Cartoon Network та Adult Swim «Самурай Джек». Персонаж був вигаданий Генді Тартаковським і озвучений Філом Ламаром. Джек є принцом з феодальної Японії. Самурай тренувався більшу частину життя, щоб битися з демоном Аку, який спустошив його батьківщину. В результаті їхньої битви антагоніст відправив самурая в далеке майбутнє, де зло Аку править світом. Після самурай вирішив повернутися в минуле і не допустити перемоги демона.
Він відважний та досвідчений воїн, який завжди готовий прийти на допомогу. Головний герой мультсеріалу має чарівний меч, єдину зброю, здатну знищити Аку. У п'ятому сезоні його характер змінюється, у ньому Джек став жорстокішим і пригніченішим..
На створення Джека вплинули захоплення Генді Тартаковського східною культурою та його сни про подорожі світом із самурайським мечем. Великий вплив на створення персонажа зробили візуальні новели Френка Міллера та фільми Акіри Куросави. Персонаж був добре прийнятий критиками. Самурай є головним героєм численних коміксів та відеоігор, присвячених йому.

## Опис
Джек є досвідченим і сильним воїном, який володіє безліччю бойових мистецтв, яким він навчався у різних країнах. Самурай дуже стримана і незворушна людина, яка вкрай рідко впадає в лють. Джек намагається допомогти нужденним, навіть якщо це завадить йому повернутися в минуле. Він один із небагатьох у світі, підвладному Аку, хто бореться за справедливість. Джек є легендою для людей, які живуть під владою Аку. Його знають і цінують практично всі, хто чув про його подвиги. Самурай має загострене почуття справедливості, він ставить інших вище себе. Насправді він не позбавлений почуття гумору і дуже меланхолійний персонаж.
У п'ятому сезоні мультсеріалу його образ зазнав змін. Через тривалі мандри він став не тільки більш емоційним і пригніченим, але й жорстокішим щодо ворогів. У новому сезоні він навчився користуватися вогнепальною зброєю та отримав броню. Протягом 50 років мандрівок Джек відчував сильне почуття провини за те, що йому так і не вдалося запобігти злодіянню Аку і він прирік багатьох людей на загибель. В одному з епізодів він навіть вирішив покінчити життя самогубством, але не здійснив це.
Жителі майбутнього дали головному герою прізвисько Джек, але його справжнє ім'я невідомо досі. Калеб Мастерс припустив, що його батьки не давали йому ім'я. У назві серіалу зазначено, що головний герой — самурай, це не зовсім правильно. Джек скоріше ронін, тому що у самурая має бути пан.

### Меч
Самурай має чарівний меч — єдину зброю, здатну знищити Аку. Ця катана була викувана трьома богами: Ра, Одином і Вішну з чеснот його батька спеціально для вбивства демона. Меч надзвичайно міцний і наділений магічними властивостями: він здатний відбивати атаки, нищівні для іншої зброї, а також при докладанні зусилля прорізати будь-яку речовину; винятком є інші магічні предмети.
Меч самурая не може бути використаний у злих цілях чи істотами з нечистим серцем: так, наприклад, коли Аку намагався вбити Джека його ж катаною, меч не завдавав воїну жодної шкоди. Саме через злі почуття Джек втратив зброю в п'ятому сезоні, однак, поборовши свою злу сторону, самурай знову опанував своїм мечем.

## Появи

### Мультсеріал
Незадовго до народження Джека його батько переміг демона Аку за допомогою свого чарівного меча, але через роки світу, коли самурай був ще дитиною, чаклун повернувся і спустошив його рідну країну. Тоді мати Джека відправила його в подорож по світу, де він повинен був навчатися бойовим мистецтвам. Змуживши і отримавши меч, Джек вирушив до демона і практично переміг його, але в останній момент той відправив самурая в майбутнє. В результаті Аку здобув перемогу, поневоливши людство і позаземні цивілізації, оскільки тільки головний герой міг його зупинити. Прибувши у майбутнє, самурай виявив, що потрапив у жорстоке антиутопічне місце. Місцеві жителі дали воїну прізвисько Джек, а самурай вирішив надалі так себе й називати. Після битви з роботами, посланими Аку для вбивства самурая, той проголосив, що повернеться свого часу і будь-що зупинить зло. Щоб це здійснити, Джек шукав портали, які ведуть у минуле чи інші способи повернутися назад у часі. По дорозі він бився з союзниками Аку, допомагав пригнобленим, заводив нових друзів і навчався нових навичок.
Під час мандрівок Джеку вдалося знайти черговий портал у минуле, але Аку знищив його. Як виявилося, портал був останнім з тих, що залишилися, так що Джек розлютився і в тому числі з цієї причини втратив свій меч. Через часову аномалію самурай перестав старіти і продовжував боротьбу з демоном ще 50 років, доки не зустрів «Дочок Аку» — культ, що складається з дівчат-воїнів, які поклоняються демону і бажають смерті самураю. Джеку довелося вбити всіх, крім останньої — Аші, яку після недовгого полону вдалося переконати, і вона приєдналася до Джека. Згодом поміж них розвинулися романтичні відносини.
Після спільних пригод пара дісталася лігва чаклуна, але той захопив самурая в полон. Тоді до нього на допомогу прийшли всі ті, кому Джек допоміг під час своїх поневірянь, і самураю вдалося втекти. У результаті Джеку та Аші вдалося повернутися в минуле, де самурай і вбив Аку. Однак Аші через часовий парадокс зникла на руках у головного героя, оскільки плани демона не втілилися в життя, і Аші ніяк не могла з'явитися на світ. Після того Джек, розбитий горем, пішов у ліс, але пізніше усвідомив, що світ стане світлим без Аку і змирився з утратою.

### Комікси
Самурай з'являвся у коміксах, які виходили з перервами з 2013 до 2019 року. Видавництвом коміксів займалася компанія IDW Publishing, яка об'єдналася з Cartoon Network для створення коміксів за їхніми мультсеріалами. Перший комікс про самурая вийшов 2013 року і є продовженням четвертого сезону мультсеріалу. Через дев'ять років після того, як серіал Генді Тартаковскі був припинений, і всього за кілька років до виходу заключного сезону Adult Swim, видавництво IDW Publishing анонсувало новий комікс, що розповідає про наступні пригоди Джека. Більше року, 25 жовтня 2016 року, компанія випустила всі 20 випусків в одній збірці під назвою Самурай Джек: Розповіді про мандрівного воїна. У 2017 та 2019 роках видавництво IDW Publishing опублікувало мінікомікси під назвою Квантовий Джек та Загублені світи, що поєднують події четвертого та п'ятого сезонів. В інтерв'ю Тартаковскі заявив, що, на його думку, комікси не є частиною канону мультсеріалу.

### Відеоігри
Про Джека було зроблено кілька відеоігор. У Samurai Jack: The Amulet of Time Джек дізнається про магічний амулет і прагне ним заволодіти, щоб повернутися в минуле, Samurai Jack: The Shadow of Aku. У цій грі самурай бореться з поплічниками Аку, щоб того зупинити. У Samurai Jack: Battle Through Time демон відправляє головного героя в інший вимір, де з ним відбуваються майже такі ж події, що й у мультсеріалі. Самурая ж має знайти спосіб повернутися, щоб Аші допомогла йому вирушити в минуле. У цій грі можна досягти більш оптимістичного фіналу, ніж у мультсеріалі. Якщо зібрати 50 колекційних предметів, то наприкінці Аші не зникає, а стає дружиною Джека. Самурай з'являвся і у відеоіграх, не пов'язаних із ним. Джек був грабельним персонажем у файтингу Cartoon Network Punch Time Explosion, де той міг битися з персонажами з мультфільмів Cartoon Network.

## Створення

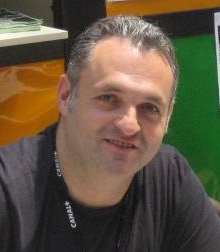
Геннді Тартаковскі
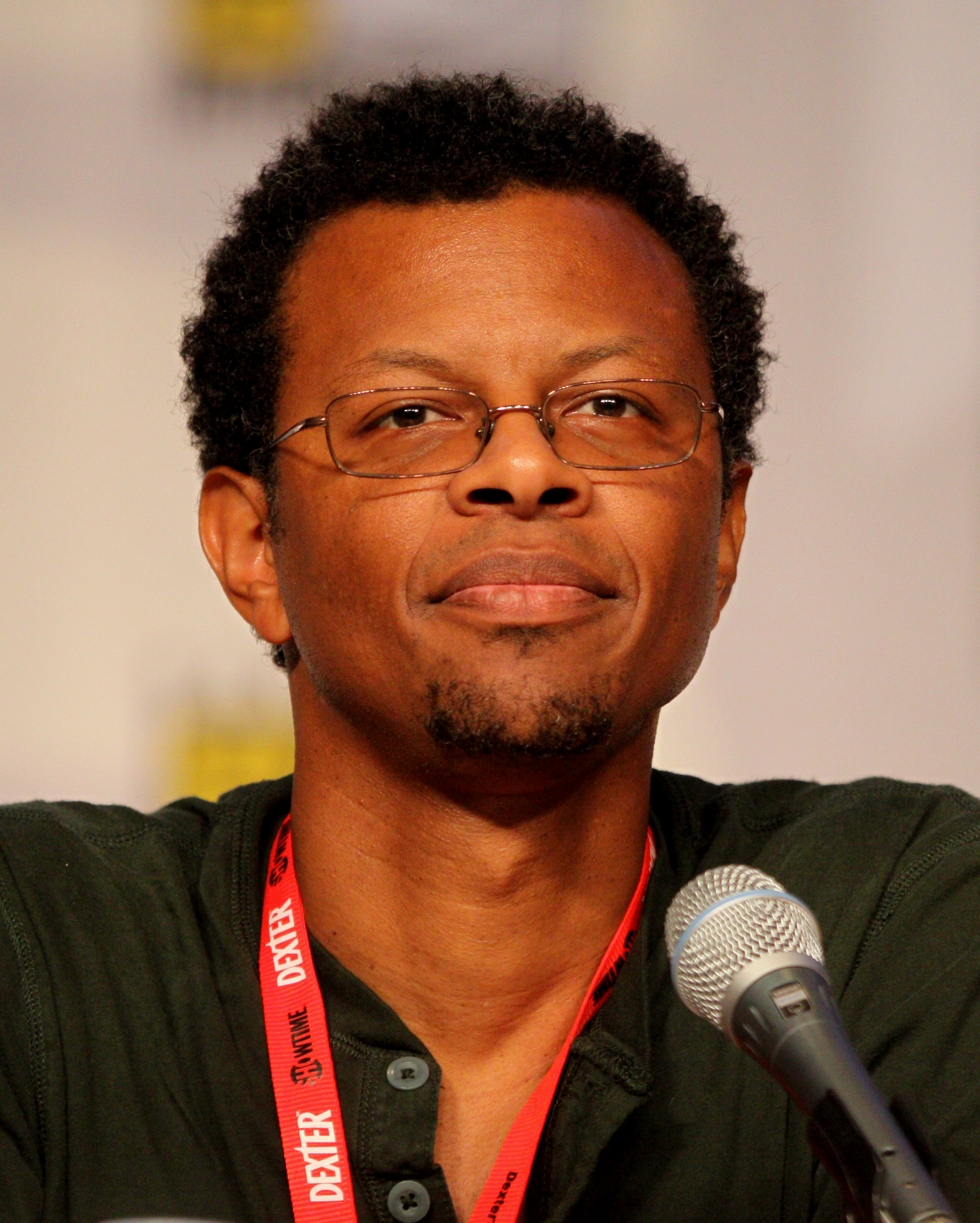
Філ Ламарр

Однойменний мультсеріал був створений Генді Тартаковскі під враженням телесеріалу «Кунг-фу» з Девідом Керрадайном. Персонаж був придуманий Геннді, оскільки з дитинства цікавився самураями та кодексом бусідо. Також на створення Джека вплинули його сни: Геннді часто снилося, що він подорожує з самурайським мечем світом і разом зі своєю дівчиною бореться з мутантами. Додатковим натхненням для Тартаковські стали фільми 70-х років, такі, як Бен Гур і Лоуренс Аравійський. Значний вплив на створення Джека зробили візуальні новели Френка Міллера. Так концепція про самураї без пана, що бореться за справедливість, була натхненна коміксом Ронін, а в одній із серій з'являються спартанці з коміксу 300. При цьому, за визнанням творця мультсеріалу, трагічні події, що відбуваються із самураєм, не були натхненні його особистим життям. Дизайн головного героя був заснований на зовнішньому вигляді професора Ютонія з мультсеріалу Тартаковсого «Суперкрихти». В останнього схожа форма голови.
Характер самурая спеціально було зроблено спокійним і врівноваженим, і навіть не передбачав розвитку. Справа в тому, що Cartoon Network показував серії не в хронологічному порядку, тому якби у персонажа був розвиток, то часті зміни характеру виглядали б неадекватно. Генді Тартаковскі довелося різко припинити роботу над мультсеріалом через те, що почав створювати «Зоряні війни». Війни Клонів.
Персонажу озвучував Філ Ламарр, американський актор кіно та телебачення. Свою роботу Філ отримав після прослуховування з Тартаковськи, після чого відразу ж почав озвучувати Джека. Він займався озвучкою самурая і в п'ятому сезоні. Також Філ був голосом Джека у відеоіграх. Персонаж дуже запам'ятався акторові, в інтерв'ю Філ заявив, що навіть через роки не довелося «наново входити в образ», щоб озвучити самурая.
Через 12 років, при запуску 5 сезону мультсеріалу стиль розповіді довелося змінити: якщо в перших чотирьох сезонах Джек був дуже героїчним персонажем, то в заключному, п'ятому Джек стає вбивцею і впав у депресію. Так автори мультсеріалу вирішили показати його під іншим кутом, щоб розповісти історію про спокуту. Також змін зазнав дизайн Джека: його пропорції стали більш елегантними і в нього з'явилася борода. За словами Дерріка Бахмана, колеги Геннді, Samurai Jack: Battle Through Time — останній твір, де з'являється Джек, оскільки його історія закінчена. Деррік був радий, що через 10 років історію нарешті завершено. Проте Тартаковскі не виключив, що повернення самурая відбудеться.

## Оцінки
Про самурая Джека добре відгукувалася виробнича команда, зокрема Генді та Філ Ламарр. За словами Ламарра, йому подобається Джек, оскільки він вкрай небагатослівний. На його думку, озвучення даного персонажа — найлегша робота в шоу-бізнесі. Генді назвав персонажа «другою дитиною після Декстера».
Анжеліка Джейд Бастьєн у журналі New York Magazine писала, що серіал просочений темою самотності, що сильно впливає на долю головного героя. Вона зазначила, що дизайн персонажа чітко дає зрозуміти, що він не належить до цього світу. Анжеліка також похвалила п'ятий сезон за те, що в ньому особистість самурая нарешті отримала розвиток. Схожою думкою поділився Олександр Гагінський із «Світу фантастики». Він акцентував увагу на тому, як сильно змінилися характер і звички Джека за роки поневірянь. Гагінський також похвалив серіал, сказавши, що завдяки змінам у дизайні та характері головного героя він став більш дорослим та похмурим. На думку Падрейга Кроттера, п'ятий сезон отримав багато схвальних відгуків саме через зміни у характері Джека. Він же припустив, що новонабуті обладунки Джека символічні, знімаючи їх, Джек «повертається до себе старого». Калеб Мастерс на сайті ScreenRant написав, що Джек є найкращою роллю Філа Ламарра.

### Спадщина
Було зроблено багато іграшок, заснованих на образі героя. 3 жовтня 2019 року було анонсовано фігурку персонажа Funko Pop. Також Hasbro випустила фігурки, присвячені персонажам мультсеріалу. Джон Споу, відомий косплеєр, у 2017 році зробив костюм самурая, витративши на це 2 місяці. У 2018 році компанією Project Raygun була створена настільна гра Samurai Jack: Back to the Past. У ній належить грати за союзника Джека і допомогти йому в останній битві з Аку.
Самурай Джек з'явився як камео у фільмі« Чіп і Дейл поспішають на допомогу». Відсилання до Джека з'явилася в мультсеріалі «Рік і Морті», в ньому одна з серій називалася «Рікмурай Джек». Перед виходом цієї серії Adult Swim опублікувала картинку, виконану в стилі мультсеріалу і зображує самурая і Ріка з Морті в японському костюмі з катаною Джека.